# Vote par téléphone
L'utilisation du téléphone comme média de vote a été imaginé avec la généralisation des serveurs vocaux interactifs et des téléphones mobiles.
Au début des années 1990, le développement et la diffusion des nouvelles technologies de l'information et de la communication ont permis d'envisager la mise en place du vote électronique. Trois technologies distinctes sont envisageables : l’implantation de machines à voter dans des bureaux de vote (vote électronique "off-line"), le vote à distance avec le vote par Internet et le vote par téléphone (vote "on-line").
Depuis les années 2000, les machines à voter et surtout le vote par Internet se développent et sont utilisés pour de multiples scrutins, mais le vote par téléphone, quant à lui, reste expérimental : son développement est freiné par des problèmes techniques et économiques pour assurer les prérequis minimums légaux de confidentialité et d’intégrité du vote.

## Présentation des technologies
Le vote par téléphone regroupe 3 technologies.

### Le vote par Serveur Vocal Interactif (SVI)
L'électeur, avec un téléphone fixe ou mobile, compose un numéro de téléphone -classique ou à tarification spéciale : Numéro Vert, Numéro Indigo, …- le mettant en relation avec le service de vote. Il est ensuite guidé tout au long de la communication par un Serveur Vocal Interactif (SVI) qui donne des instructions pour chaque étape du processus de vote. Les choix de l'électeur sont matérialisés par la pression des touches du clavier téléphonique.
L'organisateur du vote remet, préalablement à l'élection, un code personnel unique permettant au serveur de vote d'identifier l'électeur et généralement un mot de passe pour confirmer son vote.
Intérêts de cette technologie :
- Accessibilité du service depuis tout type de téléphone
- Simplicité de mise en place et d’utilisation dans le cadre d’un scrutin binaire – par exemple un référendum où les possibilités de vote se limitent à Oui ou Non

Limites de cette technologie :
- Absence de confidentialité : l’intention de vote est communiquée non cryptée sur le réseau téléphonique et peut être espionnée très facilement
- Intégrité du vote : les caractéristiques techniques du réseau téléphonique ne permettent de garantir l’émetteur du vote
- Égalité de présentation des candidats : en cas d’une élection avec plus de trois candidats, les caractéristiques cognitives du cerveau humain favorisent le premier et le dernier choix de la liste (quel que soit l’ordre des questions d’un serveur vocal interactif, 60 % des Français appuient sur la touche « 1 »[2])
- Ergonomie incompatible avec les scrutins plus complexe comme ceux des élections professionnelles : l’électeur est amené à voter pour 4 types de sièges, pour chacun de ces sièges il faut choisir une liste de candidats, puis opter ou non pour le raturage des candidats sur la liste choisie

### Le vote par SMS
L'électeur, muni d’un téléphone mobile - ou d’un autre appareil permettant l’envoi de SMS -, envoie un SMS à un serveur de vote. Deux pratiques se distinguent :
- Usage d’un numéro unique : le contenu du SMS doit inclure un code désignant son intention de vote et un code identifiant l’électeur en cas d’un vote avec émargement
- Usage d’un numéro dédié pour chaque candidat : le contenu du SMS doit inclure uniquement un code identifiant l’électeur en cas d’un vote avec émargement

L’électeur reçoit en retour un SMS de confirmation.
Intérêt de cette technologie :
- Accessibilité du service compte tenu du taux d'équipement en téléphone mobile
- Moyen de monétiser des jeux / émission de télévision ou de radio

Limites de cette technologie :
- Absence de confidentialité : l’intention de vote est communiquée non cryptée sur le réseau téléphonique et peut être espionnée très facilement
- Intégrité du vote : les caractéristiques techniques du réseau téléphonique ne permettent pas de garantir l’émetteur du vote
- La présentation des candidats doit être réalisée via un autre media

### Le vote par application sécurisée dans la carte SIM
L’acte de vote s’effectue via les menus du téléphone mobile en utilisant un logiciel inclut dans la carte SIM, comme les services d’actualités, de météo et autres qui étaient proposés par les opérateurs mobiles dans les années 2000. Pour pouvoir voter indépendamment de l’opérateur mobile, ce service s’effectue généralement avec une carte SIM spécifique que l’électeur installe dans son téléphone pour voter. Cette carte SIM inclut des fonctionnalités cryptographiques garantissant la confidentialité et l’intégrité du vote. Une expérimentation est prévue en Estonie en 2011, les électeurs pourront utiliser leur téléphone mobile pour désigner leurs députés.
Intérêt de cette technologie :
- Accessibilité du service compte tenu du taux d'équipement en téléphone mobile
- Unique technologie de vote par téléphone présentant à ce jour les caractéristiques techniques suffisantes pour être à terme légalisée dans le cadre des élections politiques.

Limites de cette technologie :
- Coûts de production et de déploiement des cartes SIM dédiées au vote
- Ergonomie et équité de présentation des candidats compte tenu de la taille de l’écran du téléphone mobile

## Expériences de vote par téléphone

### En Suisse
La Suisse a testé le vote à distance dont le vote par SMS lors des référendums et des votations entre 2003 et 2005. Les électeurs de quelques communes du canton du Zurich ont clos le 27 novembre 2005 la série d’expérimentations prévues par le groupe de travail, à l’occasion du référendum d’initiative populaire portant sur la manipulation générique des aliments et de la votation modifiant la loi sur le travail. Pour voter les électeurs recevaient par courrier un code d’accès confidentiel leur permettant de valider leur vote à distance. Le vote pouvait ensuite s’exprimer via un site sécurisé sur internet ou en envoyant un SMS depuis un téléphone mobile. Près de 24 % des votants ont utilisé la voie électronique à distance, en préférant l’utilisation d’internet (1154 votes par internet, 243 SMS).

### Au Royaume-Uni
À la suite de l'article 10 de la loi de mars 2000 sur la représentation de la Nation le Royaume-Uni a testé la mise en œuvre du vote à distance pour des élections politiques locales.
En mai 2002, les électeurs de Saint-Albans, Liverpool et Sheffield ont ainsi pu voter électroniquement lors des élections locales. Ils avaient la possibilité d'utiliser soit leur téléphone mobile pour envoyer leur vote par SMS, soit leur ordinateur connecté à Internet pour accéder à une plateforme de vote en ligne afin d'exprimer leur choix, soit à des appareils à écrans tactiles disposés dans des isoloirs pour accéder à un intranet.

### En Estonie
En 2011, les habitants de l'Estonie pourront utiliser leur téléphone mobile avec une application sécurisée dans la carte SIM pour désigner leurs députés. En 2005 déjà, les Estoniens avaient pu voter par Internet pour les élections municipales. En 2007, le vote électronique a été retenu pour désigner les membres du Parlement. En 2011, ce sera donc au tour du téléphone mobile de faire son entrée dans les médias de vote à disposition des électeurs.
Modalités pratiques : chaque électeur devra installer une puce d'autorisation dédiée sur son téléphone mobile préalablement à l'expression de son vote. Cette puce sera authentifiée par une autorité de certification : SK Certification Center, tiers de confiance déjà sous-traitant pour la gestion des titres de transports publics.

## Légalité du vote par téléphone en France

### Élections politiques
Pour les élections politiques, le droit électoral français n’autorise pas à ce jour le vote par téléphone. Pour garantir l’absence de pression sur l’électeur lors de l’acte de vote, celui-ci doit s’effectuer dans un isoloir au sein d’un bureau de vote surveillé. Dans ce contexte, le vote électronique pour les élections politiques se limite à l'utilisation de machines à voter dans des isoloirs.

### Élections réglementées non politiques
Pour les autres élections réglementée, chaque scrutin - vote de copropriété, élections de représentants de branche professionnelle, élections du personnel, élections de sociétaires pour les mutuelles, … - possède sa propre réglementation dans le code du commerce, le code du travail et autres codes spécifiques.
Globalement, la tendance observée est une adoption progressive du vote électronique depuis l’an 2000. Les caractéristiques techniques de sécurité définies dans les décrets d’application et les arrêtés sont généralement uniquement compatibles avec le vote par application sécurisée dans la carte SIM. Les textes de loi et recommandations de la CNIL exigent généralement un cryptage du vote sur le terminal de l’électeur. Dans ce sens, en 2004, la loi «pour la confiance dans l'économie numérique» a autorisé le vote électronique pour les élections professionnelles (élections des délégués du personnel et des représentants au comité d’entreprise). Quelques sociétés ont alors mené leurs élections du personnel par SVI. Cependant, dès 2007, un décret et un arrêté ont été publiés imposant des caractéristiques techniques de cryptage rendant illégale l’usage de cette technologie pour ce type de scrutins.